# Coöperatiehof
Het Coöperatiehof is een straat, plein, hofje, plantsoen en rijksmonument in Amsterdam-Zuid.

## Ligging en geschiedenis
De naam verwijst naar de structuur van de Bouwmaatschappij tot Verkrijging van Eigen Woningen en Stichting Onze Woning, een coöperatie die hier kon bouwen. De straat, het plein en hofje kreeg per raadsbesluit van 16 februari 1927 haar naam. De naamgeving maakte deel uit van een enorm pakket aan naamgevingen, de stad had in die jaren een groeispurt.  De plek in de openbare ruimte is alleen te bereiken via twee poortgebouwen in de Burgemeester Tellegenstraat, de een voert richting de Willem Passtoorsstraat, vernoemd naar Willem Passtoors (1856-1916), (westen), de andere richting Talmastraat, vernoemd naar Syb Talma (oosten).
In de loop der jaren is het Coöperatiehof autoluw gemaakt. Auto’s kunnen alleen nog via de poort vanaf de Talmastraat het hof oprijden; het is tevens de enige uitgang. De andere poort is alleen voor voetgangers en fietsers.

## Gebouwen
Het hofje met bebouwing maakt deel uit van een veel groter complex, een vijfhoekig woningblok (Woonblok Coöperatiehof) dat de meeste huisnummers aan de Burgemeester Tellegenstraat heeft. Het hofje wordt bijna geheel ingesloten door dat woonblok. Alle gebouwen aan het hofje zijn ontworpen door architect Piet Kramer, die ontwierp binnen de bouwstijl Amsterdamse School. Kramer ontwierp hier drie woonblokjes met slechts twee bouwlagen (met zolder). Het monumentenregister omschrijft het als drie bouwblokjes, waarvan een de volledige noordelijke gevelwand omvat en alle oneven huisnummers 1 tot en met 35. Aan de zuidelijke gevelwand kent het twee veel kleinere blokjes met even huisnummers 2 tot en met 12 en 18 tot en met 28. De huisnummers 14 en 16 waren voor de leeszaal daartussen, overigens ook ontworpen door Piet Kramer. Opvallend in de uitvoering zijn de overgangen tussen de voormalige leeszaal en de bewoning en de verbindingsmuren tussen het hofje en de poortgebouwen.
Midden in het plantsoen staat dan het Van Buurenmonument, ook een separaat rijksmonument.

## Afbeeldingen

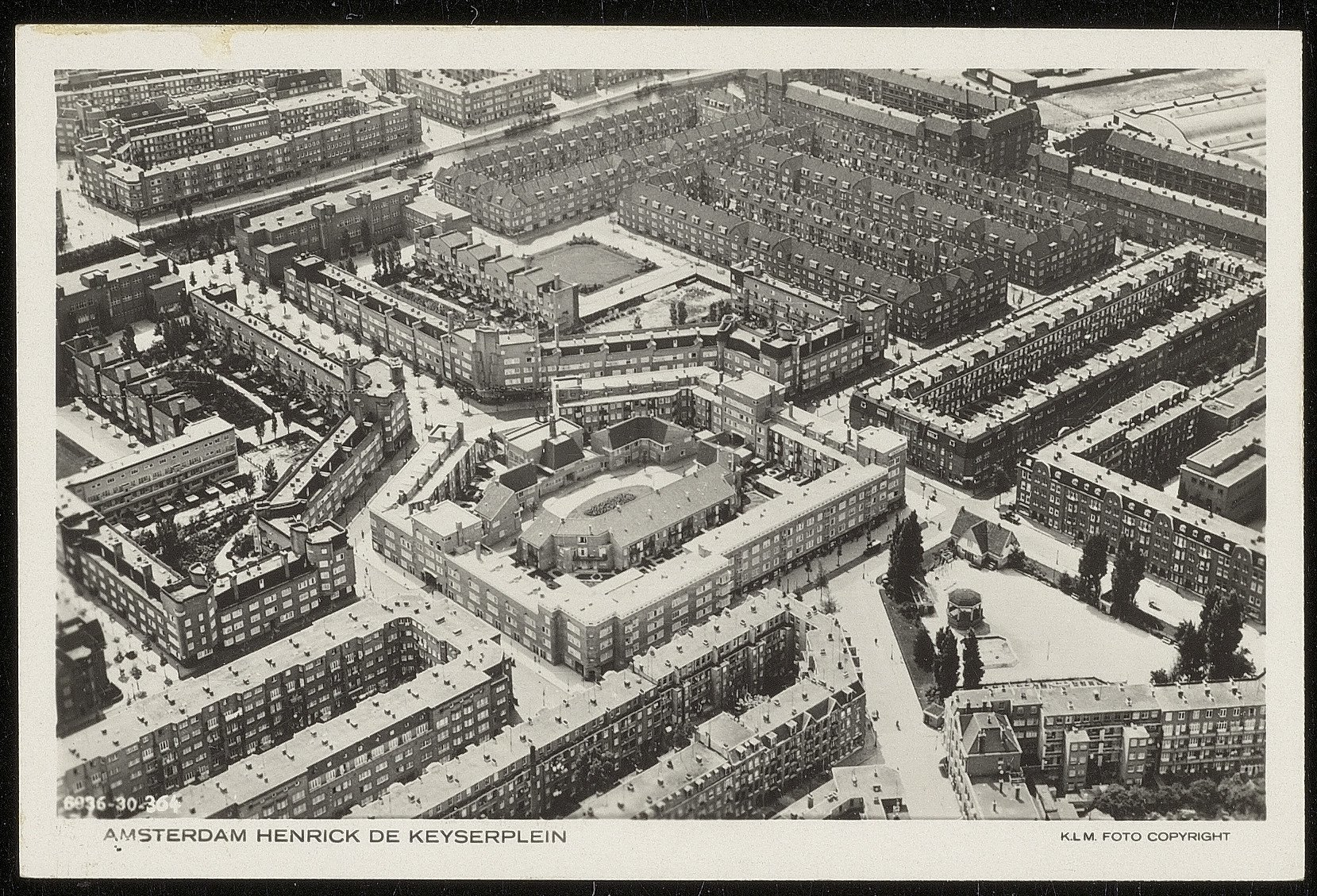
luchtfoto met in het midden van de vijfhoek het Coöperatiehof (jaren dertig)
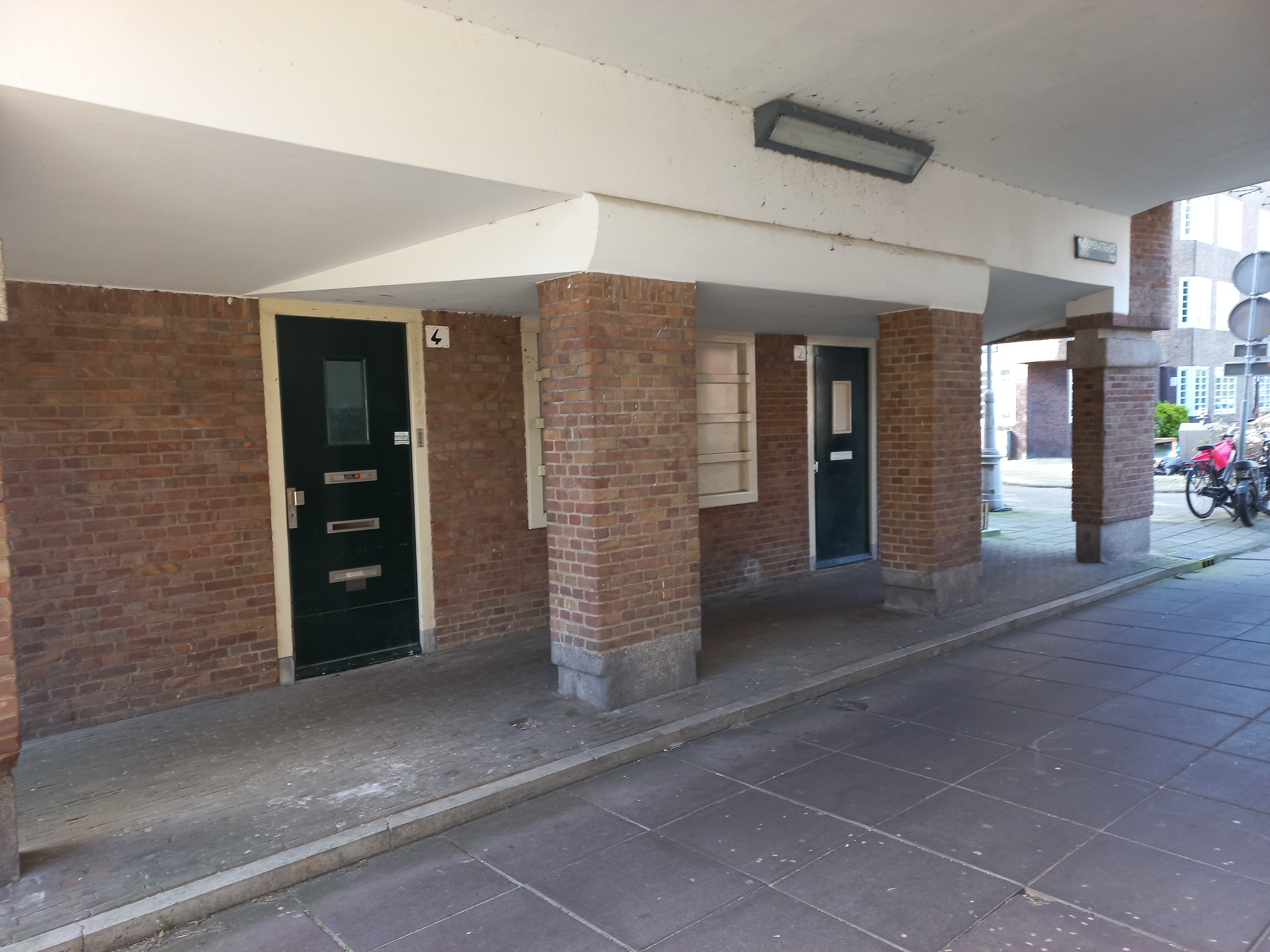
Poortgebouw west (april 2024)
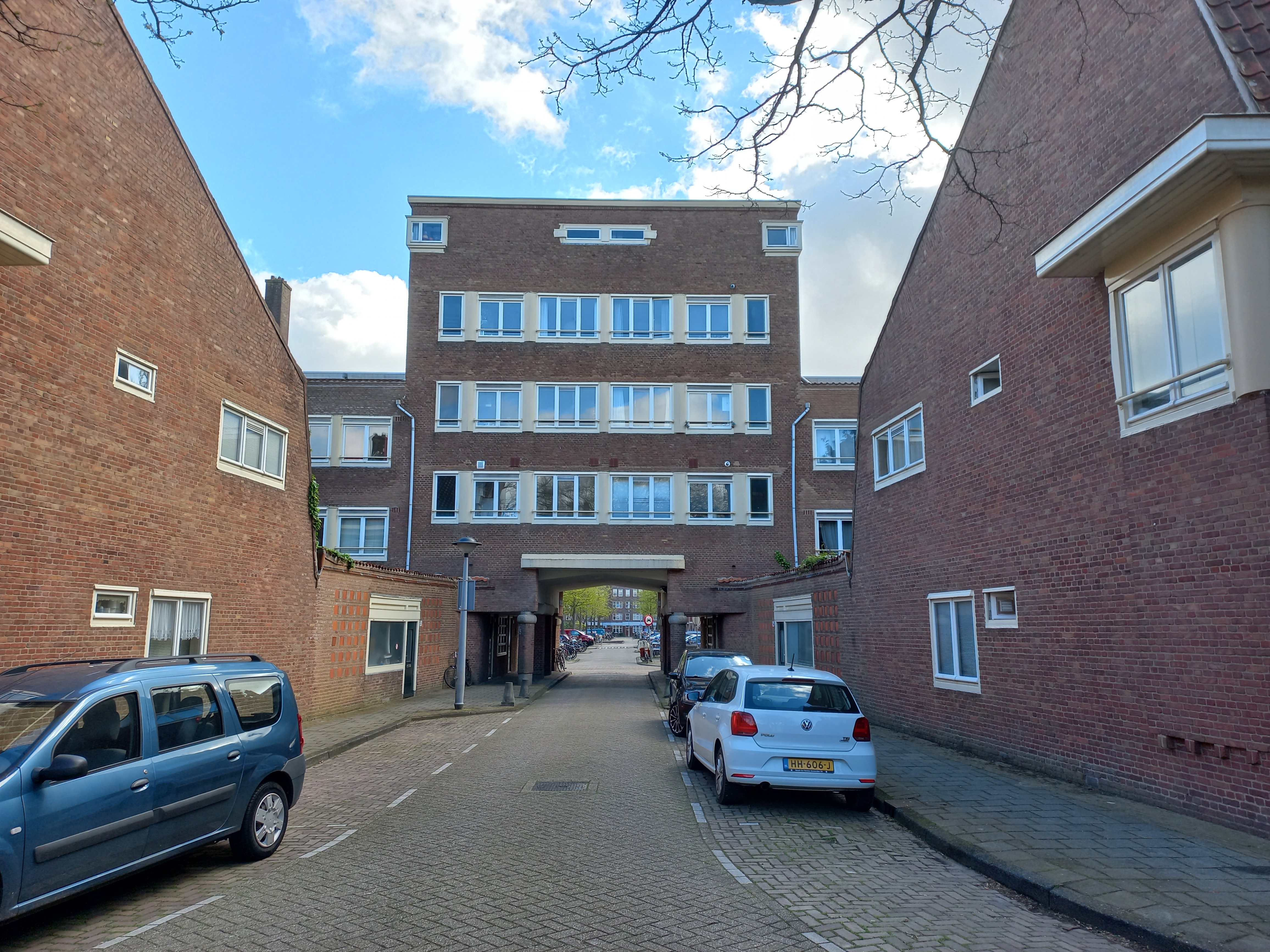
Poortgebouw oost (april 2024)
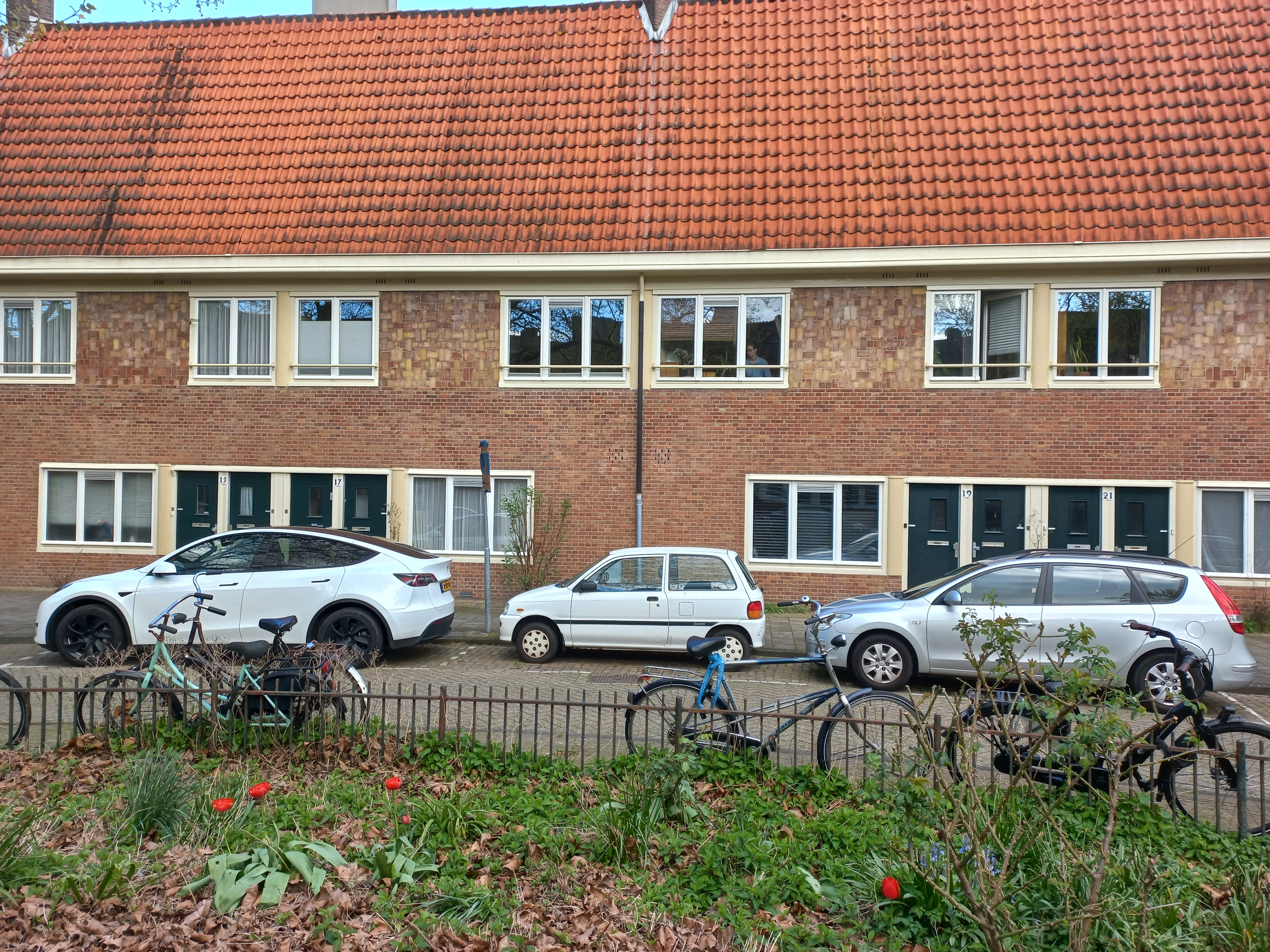
Coöperatiehof 15-21 (april 2024)